# آنتوان جیمیسون
آنتوان جیمیسون (انگلیسی: Antawn Jamison؛ زاده ۱۲ ژوئن ۱۹۷۶) یک بازیکن بسکتبال اهل ایالات متحده آمریکا است.